# Helina latipennis
Helina latipennis är en tvåvingeart som först beskrevs av Stein 1904.  Helina latipennis ingår i släktet Helina och familjen husflugor. Inga underarter finns listade i Catalogue of Life.